# Эммануэль, Уме
Уме Уме Эммануэль (англ. Umeh Umeh Emmanuel; род. 31 августа 2004, Keffi, Насарава) — нигерийский футболист, нападающий клуба «Цюрих».

## Клубная карьера
Эммануэль — воспитанник российского клуба «Виста». В 2022 году игрок подписал контракт с болгарским «Ботевом». 19 октября в матче против столичного ЦСКА он дебютировал в чемпионате Болгарии. В марте 2023 года в поединке против «Черно море» Уме забил свой первый гол за «Ботев».

## Международная карьера
В 2023 году в составе молодёжной сборной Нигерии Эммануэль принял участие в молодёжном чемпионате мира в Аргентине. На турнире он сыграл в матчах против команд Доминиканской Республики, Италии, Бразилии, Аргентины и Южной Кореи.